# バッド・ボーイ・レコード
バッド・ボーイ・レコード（Bad Boy Records）またはバッド・ボーイ・エンタテインメント（Bad Boy Entertainment）は、1993年に、プロデューサーでもあり、ラッパーでもあるショーン・コムズによって立ち上げられたヒップホップ/R&B系のレコードレーベルである。現在はユニバーサル・ミュージック・グループの子会社として運営されており、インタースコープ・レコードによって流通が行われている。全米レコード協会（RIAA）のメンバーでもある。

## 歴史

### 第一歩
ショーン・コムズは、アップタウン・レコードにおいて、賃金の発生しない研修生の立場から、人材発掘・育成部門の幹部にまで上り詰めたが、突如、当時の最高経営責任者、アンドレ・ハレルからクビを宣告された。その後、アリスタ・レコードのトップ、クライブ・デービスは、ショーン・コムズがフリーエージェントな立場であることに乗じて、コムズの自主制作レコードレーベル立ち上げを援助することを決めた。こうして、アリスタ・レコードと、その親会社であるBMGの下に、バッド・ボーイ・エンタテインメントが創立された。コムズが会社を解雇される直前に、彼の紹介でアップタウンと契約した数人のアーティストが、この新しいレーベルで活動することになった。その中には、クリストファー・ウォレス（ノトーリアスB.I.G.）やクレイグ・マックなどが含まれる。レーベル初の作品として、1994年、クレイグ・マックの「Flava in Ya Ear」が発表され、それに引き続き、彼はアルバム『プロジェクト：ファンク・ダ・ワールド』でデビューを果たした。また同年、ノトーリアスB.I.G.（ビギー）のアルバム『レディ・トゥ・ダイ』と、そこからの先行シングル「Juicy」も発売された。マックのアルバムも50万枚を売り上げたが、ビギーのアルバムは、数百万枚の大ヒットとなった。そのアルバムは、1995年までチャートを賑わし続けた。結果、ビギーは、ヒップホップ界の大物の1人にまでのし上がり、バッド・ボーイの看板アーティストとなった。またこの年、トータルやフェイス・エヴァンスも、100万枚のヒットを記録している。同時に、バッド・ボーイは、チャッキー・トンプソン、イジー・モー・ビー、D・ドットなどの数々の作詞家やプロデューサーを登用し、当時の大きな成功を収めた楽曲の製作において、大きな貢献を果たしていった。

### デス・ロウとの抗争
バッド・ボーイがレーベルとして、またビギーがアーティストとして、急激な成功を収めてしまったことは、一部の人々の中に反感を生み出すことになった。特に知られているのが、ロサンゼルスを拠点とするデス・ロウ・レコードであった。1995年までの2年間、デス・ロウ（を中心とするウエスト・コースト・ヒップホップ）は、ラップ業界を牛耳ってきた。しかしそこに、バッド・ボーイを中心とするイースト・コースト・ヒップホップが息を吹き返してきたのである。特にデス・ロウの最高経営責任者であったシュグ・ナイトは、バッド・ボーイの登場が気に食わず、公にコムズを野次っていた。ビギーとの抗争の度合いを過熱させてきていたトゥパック・シャクールが、デス・ロウと契約を結んだことで、緊張がより高まった。またヒップホップのファンたちの中に、ビギー/トゥパック、バッド・ボーイ/デス・ロウ、東海岸/西海岸、という形で、どちらか一方の肩を持つような行動を取ったことも、この対立を過熱させることになっていった。コムズ自身は、この対立関係を回避しようとする試みを行ったり、バッド・ボーイのアーティストたちが西海岸からの攻勢にやり返すことを禁じたりしたのだが、1996年に、この関係がお互いの我慢の限界を超えてしまうところまで達する頃には、コムズの言葉に耳を貸すような者たちは少なかった。その後、トゥパックが射殺される。バッド・ボーイは、公式に弔辞を発表するが、悲劇は続いてしまう。1997年3月9日、2枚目のアルバム『ライフ・アフター・デス』の発売を目前に控え、ビギーもまた、射殺されてしまった。ビギーとトゥパックの死に関しては、東西対立が原因だと考える人も多いが、警察による捜査は、トゥパック側は2023年9月に犯人が逮捕され解決したもののビギー側は現在でも未解決のままである。

### ノトーリアスB.I.G.亡き後
ビギーの死後、彼のアルバム『ライフ・アフター・デス』は、ビルボード誌のアルバムチャートの頂点に立った。さらに、そのアルバムから発売されたシングル曲「Hypnotize」と「Mo Money, Mo Problems」も、シングルチャートを制した。悲劇という要素も加わり、このアルバムは、700万枚を売り上げた。1997年のはじめ、パフ・ダディは、自身初のソロ・アルバムの製作に取り掛かった。その春、シングル曲「Can't Nobody Hold Me Down」が、ラップ、R&B、ポップチャートで1位を記録した。またビギーの死を悼んで「I'll Be Missing You」が発表された。その曲には、ビギーの妻であるフェイス・エヴァンス、10代のR&Bグループの112が参加した。この曲は12週連続でチャートのトップを飾り、1997年の夏に発売され、700万枚を売り上げた彼のアルバム『ノー・ウェイ・アウト』からの2枚目のシングルとなった。ビギーの後釜の座には、同じ年に発売されたデビュー・アルバム『ハーレム・ワールド』が400万枚を売り上げたメイスが付くことになる。このような立て続けの成功を収めたバッド・ボーイは、この時代に全盛期を迎えることになった。また同時期、バッド・ボーイは、ヨンカーズを拠点とするザ・ロックスの売出しを始め、数多くのバッド・ボーイの曲に客演させた後、1998年に、アルバム『マネー、パワー&リスペクト』で、彼らをデビューさせた。しかしそれほどヒットにはならなかった。このため、やがて彼らはバッド・ボーイを去ることになった。その後、バッド・ボーイは一時期の勢いを失っていく。1999年、メイスは修道士となり、突如、ヒップホップ界から引退した。2枚目のアルバムを発売したばかりの出来事であり、レーベルにとって大きな痛手となった。ブルックリン出身の若手ラッパーであるシャイン（Shyne）が、それなりの成功を収めた。彼の持ち味である低い声とゆっくりとしたラップの流れは、ビギーを思い起こさせるところがあり、それをビギーの猿真似と捉える向きもあった。コムズ2枚目のアルバムを発売するも、前作ほどの賞賛を得ることはなかった。彼はこの後、パフ・ダディ、Pディディ、ディディと、何度も改名を行っていく。2000年代に入って、バッド・ボーイの衰退ぶりが明らかになっていく。レーベルを支えて生きた大物たちが次々とレーベルを去っていった。またレーベルに残ったアーティストたちも、売上が落ち込んでいく。バッド・ボーイの復活を目指して、次々と新作を発表し、新たなアーティストの発掘を試みるも、レーベルが望むほどの成功を収めることは、なかなか難しかった。

### 復活
1999年、クライヴ・デイヴィスとアリスタ・レコードは、バッド・ボーイに対して出資金の50％を援助した。2002年、デイヴィスがアリスタを去り、アリスタやBMGとの関係を解消し、ユニバーサルミュージック・グループのユニバーサル・レコードと提携を結んだ。しかし、流通会社の変更は、そのレーベルの生産性の向上には結びつかなかった。その後、2005年にワーナー・ミュージック・グループがユニバーサルからバッド・ボーイを買い取り、バッド・ボーイはWMG系列のアトランティック・レコードと流通契約を結んだ。2006年、バッド・ボーイは復活の兆しを見せている。ヤング・ジョックやキャシーといった新人たちがシングル/アルバムチャートでベスト5に入る成功を見せたのである。また同年、MTVの番組『メイキング・ザ・バンド3』から生まれたダニティ・ケインの発掘に成功し、彼らのデビュー・アルバムがバッド・ボーイに3年ぶりのアルバムチャート1位をもたらした。さらにアルバムから10枚のシングル1位曲を生み出した。レゲエ歌手のエレファントマンもバッド・ボーイに移籍し、話題を呼んでいる。
2009年9月、ワーナー・ミュージック・グループを離脱し、ユニバーサルミュージック・グループのインタースコープ・レコードと提携を結んだことが発表された。